# Plectrohyla avia
Plectrohyla avia is een kikker uit de familie boomkikkers (Hylidae). De soort werd voor het eerst wetenschappelijk beschreven door Laurence Cooper Stuart in 1952. Later werd de wetenschappelijke naam Hyla avia gebruikt.
De soort komt voor in delen van Midden-Amerika en leeft in de landen Guatemala en Mexico. Het is een bewoner van nevelbossen en wordt vaak in de nabijheid van bergbeken aangetroffen. Plectrohyla avia komt voor op een hoogte van 1700 tot 2200 meter boven zeeniveau. De kikker wordt door de natuurbeschermingsorganisatie IUCN beschouwd als ernstig bedreigd.